# Georg Placzek
Georg Placzek (ur. 26 września 1905, zm. 9 października 1955) – fizyk czeski. 
Pracował między innymi z takimi fizykami jak: Hans Bethe, Edward Teller, Rudolf Peierls, Werner Heisenberg, Victor Weisskopf, Enrico Fermi, Niels Bohr, Lew Landau, Edoardo Amaldi, Emilio Segrè, Leon van Hove. Uczestnik projektu Manhattan.